# Moana (1926)
Moana is een Amerikaanse stomme documentaire film uit 1926, geregisseerd door Robert J. Flaherty. Paramount Pictures huurde hem in met de hoop het grote financiële succes van Nanook of the North te evenaren. 
De film werd opgenomen in Samoa en valt op als een docufictie, waarbij Flaherty lokale bewoners cast in geconstrueerde rollen. Het verhaal volgt het leven van Moana, wat diepe zee of diep water betekent in het Samoaans. Flaherty, vergezeld door zijn gezin, verbleef meer dan een jaar in Samoa om het traditionele Polynesische leven vast te leggen. 
De film, gemaakt met panchromatische zwart-witfilm, wordt beschouwd als de eerste in zijn soort.